# Диодор Сицилийский
Диодо́р Сицили́йский (греч. Διόδωρος Σικελιώτης, лат. Diodorus Siculus; около 90 — 30 гг. до н. э.) — древнегреческий историк и мифограф родом из сицилийской Агирии.

## Труды и историческое наследие
О происхождении, ранней жизни и образовании Диодора практически ничего неизвестно. Церковный писатель IV в. н. э. Иероним Стридонский в своей «Хронике» сообщает, что «Диодор Сицилийский, греческий историк, получил известность на 1968 году от Авраама», то есть в 49 году до н. э. Примерно эту же дату 48/49 год до н. э. указывает Евсевий Кесарийский. Созданию своих исторических сборников (Bibliotheca Historia) Диодор посвятил, как минимум, 30 лет своей жизни (между 60 и 30 гг. до н. э.) и предпринял для этого ряд путешествий. Около 59 года до н. э., когда римский сенат признал царём Птолемея XII Авлета, направив к нему посольство, он посетил Египет, где стал свидетелем расправы толпы над одним римским гражданином, случайно убившим священное в тех краях животное — кошку. Помимо Александрии и Бубастиса, Диодор поднялся по Нилу до Мемфиса, где посетил гробницу Исиды. При этом он явно не бывал ни в Месопотамии, ни даже в Афинах, поскольку ошибочно помещает в своём труде Ниневию на реке Евфрат и не описывает в нём Акрополь. Через 25 лет после смерти Диодора, император Октавиан превратил Египет в римскую провинцию..
На основании сообщения Диодора, в котором он указывает количество лет, в течение которых Египет находился под иноземным владычеством, можно заключить, что к работе над своим главным трудом он приступил в 56 году до н. э. Замечание историка о том, что «последними иностранцами» для римлян являются не египтяне, а македонцы, можно полагать, что завершил он его не позже 30 года. Практически одновременно с Диодором, писавшем на греческом и в основном о греках, создавал историю своего народа римлянин Ливий. Замеченные исследователями хронологические ошибки Диодора привели их к заключению, что первоначально он намеревался завершить труд описанием событий 46/45 года до н. э., но позже устал и решил остановиться на 60/59 годе.
«Историческая библиотека» Диодора состояла из 40 книг, разделенных на 3 части:
- Первые 6 книг обзорные, описывают географию, культуру и историю древних государств: Египта (книга I); Месопотамии, Индии, Скифии (книга II); Северной Африки (книга III); Греции и Европы (книга IV—VI).
- В следующей части (книги VII—XVII) Диодор излагает историю мира от Троянской войны до смерти Александра Великого.
- Последняя часть имеет дело с эпохой диадохов (книги XVIII—XX) и до галльской войны Юлия Цезаря (сохранились фрагменты до XXXIII кн.), то есть до событий, очевидцем которых был сам Диодор.

Диодор собрал сведения от многих авторов, известны Гекатей Милетский, Геродот, Иероним Кардийский, Дионисий, Дурис, Клитарх, Ктесий, Мегасфен, Полибий, Посидоний, Тимей из Тавромения, Феопомп, Эфор и др. — всего известно 87 имен древнегреческих авторов, на которых он ссылается в своем труде. В своем сочинении он не слишком увлекался анализом, скорее монотонно перечислял последовательность событий, вставляя целые фрагменты оригинальных авторов. Но «Историческая библиотека» не является сочинением компилятивного характера. В ходе изучения трудов Диодора было доказано, что в большинстве случаев полученный из оригинальных источников материал подвергался литературной обработке.
Диодор является единственным источником сведений о продолжительных исторических периодах и служит хорошим дополнением к периодам, освещённым другими авторами. Эпоха диадохов у него отражена наиболее полно, как и история Древней Греции после персидских войн до Пелопонесской войны. После Фукидида Диодор — единственный автор, благодаря которому мы знакомы с подробной историей Греции V в. до н. э. Диодор допускает ошибки в римской хронологии, что не удивительно для человека, для которого латинский не родной язык.
Сразу во введении Диодор обращает внимание на наличие универсальных историй (κοιναι ιστορίαι) и хвалит их авторов за труды, помогающие всему человечеству (ωφελησαι τον κοινος βίος). Такая точка зрения на универсальность истории совпадает с постулатами стоиков; Диодор также указывает на то, что общечеловеческий опыт складывается из индивидуальных, но не простым суммированием: каждый личный опыт обладает внутренним тождеством с космической гармонией, божественным провидением (φεια προνόια). Это и обуславливает универсальность человеческой истории. Кроме того, миф для Диодора — это сохранившееся в истории отражение человеческого опыта, выражающего значение индивидуальной доблести для потомков и истории в целом. Таким образом, мифы историк использует не только с системообразующей целью, но и как поучительные сентенции.
Диодор считал, что сама идея целостного описания всемирной истории была воплощена именно им (Diod. Sic. I, 3, 3), причём для него крайне важно было включить в процесс мировой истории и события, относимые к мифологическим (Diod. Sic. I, 3, 2; IV, 1, 2-4). Не удивительно, что он был рьяным последователем Эвгемера: его концепция обожествления героев позволяло связать мифическую и недавнюю историю с соблюдением всех критериев историцизма того времени: Диодор был современником божественного Цезаря (Diod. Sic. IV, 19, 2). Более того, эвгемеризм даёт идею, объединяющую весь культурно-исторический процесс, позволяет описать становление общества не простым перечислением фактов, а даёт причину развития. Более того, эта причина одновременно является исторической и божественной.
Влияние эвгемеризма на Диодора отмечается многими исследователями, особенное внимание этому уделял А. Ф. Лосев. Однако сочинения Эвгемера дошли до нас почти исключительно благодаря именно Диодору — но, если бы эвгемеризм был бы широко известен в то время, то как минимум краткие упоминания встречались бы и у других авторов. О. П. Цыбенко выдвинул по этому вопросу гипотезу: возможно, лично Эвгемер считался вполне заурядным писателем, и получил известность позднее, именно благодаря Диодору, который смог подать мысли Эвгемера более интересно для читателей. Кроме того, оба писателя — сицилийцы, поэтому могло иметь место проявление патриотизма.

## Отношение исследователей к «Исторической библиотеке»
Отношение к трудам Диодора менялось во времени. По неизвестной нам причине современники его не упоминают, хотя он много путешествовал. Возможно, он не стремился к общению с личностями, исторически нам известными, и не афишировал написание своего труда, на который у него ушло около 30-ти лет.
Длительное время Диодор как историк оценивался негативно, преобладало критическое отношение к его труду. Отмечалось некритическое отношение к первоисточникам, нередкая путаница в хронологии, указание вместо действительных причин событий и аналитического рассмотрения исторических фактов известных предсказаний и предзнаменований.
В XIX веке в среде историков было крайне критическое отношение к античной исторической традиции как таковой, включая, разумеется, и «Историческую библиотеку». Классический представитель концепции единого источника (Einquellentheorie) К. А. Фольквардсен считал, что Диодор списал греческую историю у Эфора, сицилийскую — у Тимея, а римскую — у Фабия. Эта гипотеза была убедительно опровергнута профессором Новороссийского университета М. И. Мандесом на основании источниковедческого анализа сочинения Диодора.
Теория единого источника стала подвергаться массовой критике к концу XIX века. Однако опровержение концепции Einquellentheorie не означало появления какой-либо позитивной идеи особенностей трудов Диодора, и негативное отношение к «Исторической библиотеке» оставалось неизменным. Наиболее яркий представитель этого направления — К. Ваксмут, который называл Диодора компилятором, неспособным на творческий подход, а мысли введения к работе считал заимствованными. При этом заявление автора о наличии универсально-исторического взгляда, высказанного во введении, Ваксмут считал голословным и не подтверждённым самим текстом историка.
В это же время Диодора начали рассматривать как представителя исторической эпохи Цезаря и Августа со всеми особенностями восприятия мира в условиях образования Рима как мировой державы. Для этого времени появился значительный интерес к составлению справочников и исторических обзоров, так как требовалось понимание истории соседних народов в практических целях. Э. Шварц указывал, что Диодор не просто копировал тексты упоминаемых авторов, его описания унифицированы по языку и стилю написания, также заметно стремление описать греко-римскую историю синхронистично.
Многие исследователи продолжали относиться к «Исторической библиотеке» исключительно в критическом ключе и в XX веке. Их обобщённое мнение выразил Дж. Бьюри: ценность Диодора заключается лишь в сохранении цитат упомянутых им авторов и не более того. Ещё более резко, с переходом на личности, выразился А. Д. Нок, назвав историка «маленьким человеком с претензиями».
Принципиально новый этап историографии в отношении Диодора возникает с 1930-х гг. — здесь следует отметить диссертацию М. Кунц, в которой анализируется общее введение и предисловия к главам. Доказано, что эти тексты писал сам автор, опираясь на концепции, распространённые в его время в историографии Эллады. Окончательно новый взгляд формируется во второй половине 1950-х. Классический труд И. Пальма, сохраняющий научную ценность и сейчас, убедительно показывает филологическое единство «Исторической библиотеки», которая, таким образом, является самостоятельным произведением, а не компиляцией. Того же мнения придерживался Р. Лакер, дополнительно указывая на взгляд Диодора на историю как на процесс объединения всего человечества, что соответствует мировосприятию времени Цезаря. М. Паван считает идею универсальной истории, указанную историком во Введении, центральной темой всего многотомного труда. По его мнению, эта этико-философская концепция не заимствована Диодором у кого-либо, как считали некоторые историки, а является его собственным воззрением, хотя в основной идее и совпадающей с позициями Полибия и Посидония.
С 1990-х гг. в изучении литературного наследия Диодора стали активно применять не только традиционный аналитический метод, но и комплексный. Концепция была предложена К. Сэксом в работе «Диодор Сицилийский и первое столетие». Учёный отказывается от идеи тщательного выявления первоисточников «Исторической библиотеки», чем увлекались историки ранее, и вместо этого изучает личный взгляд Диодора на описываемый им исторический процесс. Сэкс особо отмечает отсутствие целостного взгляда на текст как основной недостаток классического источниковедения. Интересен главный вывод, весьма неожиданный: вероятно, что Диодор был в оппозиции развивающейся Римской Империи и являлся представителем «литературного сопротивления (literary resistance)».

## Социально-политические взгляды
Диодор, в отличие от множества своих современников, не разделял проримскую позицию и, вероятно, отрицательно относился к римскому империализму. Однако гипотеза К. Сэкса о «литературном сопротивлении» Риму недостаточно обоснована (что признаёт и её автор): в текстах «Исторической библиотеки» Риму уделяется слишком мало внимания. Отношение Диодора к римлянам не отличается от отношения к другим описываемым этносам: у всех есть положительные и негативные качества. При этом историк не находит какого-либо исторического обоснования возвышения Рима в рамках своей концепции, и это некоторыми может быть воспринято как сопротивление римской политике.
В социальном плане, отмечает отечественный антиковед В. М. Строгецкий, Диодор являлся противником рабовладения. Этот вывод основан на особенностях описания как реальной жизни в различных социумах, так и в идеальных обществах, где провозглашено равенство и отсутствует частная собственность (утопия Эвгемера). Так, идеализируя индийское общество, Диодор утверждал, что в нём отсутствовала частная собственность на землю. А описывая восстание сицилийских рабов, указывал, что они задумывались о построении нового социального строя на условиях всеобщего равенства, которое, по его мнению, возможно лишь в условиях равенства имущественного.
Эмоциональное отношение Диодора к подаче соответствующего материала в «Исторической библиотеке» указывает на его отношение к рабству.

## Публикации

### Тексты
«История» Диодора сохранилась частично. Дошли до нашего времени полностью книги I—V и с XI по XX, а также фрагментарно книги IX и X. Последнее полное собрание исчезло, когда турки разграбили византийский Константинополь в 1453 году. Остальные книги известны по фрагментам, которые цитировали в своих трудах византийские авторы. В 1746 году они впервые были собраны вместе и опубликованы П. Везелингом. Европа открыла для себя Диодора в середине XVI века, когда его книги (на языке оригинала) были напечатаны в Швейцарии.
- Греческий текст в Викитеке (кн. I—V, XI—XVII) Архивная копия от 14 января 2010 на Wayback Machine
- Греческий текст по Диндорфу: Vol. II pt. 1 (1828). Libr. XV—XX; Vol. II pt. 2 (1829). Excerpta. Fragmenta; Vol. III (1828); Vol. IV (1828); Vol. V (1828).
- Более новое издание: Vol. I (1888). Lib. I—IV; Vol. V (1906). Lib. XIX—XX
- В серии «Loeb classical library» книга издана в 12 томах (№ 279, 303, 340, 375, 384, 399, 389, 422, 377, 390, 409, 423).
- В серии «Collection Budé» начато издание: (опубликованы Архивная копия от 8 декабря 2012 на Wayback Machine 11 томов: кн. 1-3, 11, 12, 14, 15, 17-19, 21-26; см. также здесь о публикациях Архивная копия от 18 января 2021 на Wayback Machine)
- Diodor, Book IX—XVII Архивная копия от 12 июля 2003 на Wayback Machine (греч.)

### Русские переводы
Полный русский перевод сочинения Диодора Сицилийского был опубликован в 1774—1775 годах тиражом 300 экземпляров, причем вплоть до 1808 года 237 оставшиеся книги так и не удалось продать. Выполненный в последней трети XX века перевод под редакцией Э. Д. Фролова подготовлен был к печати в 2011 году, но лишь спустя 10 лет опубликован небольшим тиражом (не указан в книге).
- Диодор Сикулийский. Историческая библиотека. Ч. 1-6 / Пер. И. А. Алексеева. — СПб., 1774—1775.
- Диодор Сицилийский. Историческая библиотека / Пер. под ред. Э. Д. Фролова. — T. I—III. — М.: Издательский дом «Рубежи XXI», 2021. — (Историческая библиотека). — ISBN 978-5-347-00032-6.
- Отрывки из «Исторической библиотеки» // Античный способ производства в источниках. — Л., 1933. — С. 385—393, 395—402.
- Книга I, главы 1-8 Архивная копия от 7 марта 2009 на Wayback Machine / Строгецкий В. М. Введение к «Исторической библиотеке» Диодора Сицилийского и его историко-философское содержание // Вестник древней истории. — 1986. — № 2.
- Книга I, главы 11-27 Архивная копия от 7 ноября 2008 на Wayback Machine / Пер. О. А. Васильевой // Древний Восток и античный мир. Труды кафедры истории древнего мира ист. факультета МГУ. — Вып. 3. — М., 2000. — С. 106—123.
- Выдержки из книги I, гл. 43, 45, 46, 50, 51, 55, 61, 63, 64, 66 Архивная копия от 7 ноября 2008 на Wayback Machine // Архитектура Античного мира. — М., 1940. — С. 7, 228—229, 235, 247, 480—482.
- Книга I, глава 79; книга II, главы 5-7, 12-14 / Пер. В. В. Вертоградовой // Хрестоматия по истории Древнего Востока: В 2 ч. — Ч. 1. — М.: Высшая школа, 1980. — С. 128—129, 141—145.
- Книга II, главы 1-2, 43-47 Архивная копия от 7 марта 2009 на Wayback Machine, книга III, главы 33-34, книга IX, глава 26 Архивная копия от 7 марта 2009 на Wayback Machine, книга XIV, главы 27-30, книга XX, главы 22-26 Архивная копия от 7 марта 2009 на Wayback Machine / Пер. И. И. Прозорова с дополн. В. В. Латышева. // Вестник древней истории. — 1947. — № 4. — С. 248—254, 259—266.
- Книга II, главы 16-19, 35-42 / Пер. В. В. Вертоградовой, Г. А. Тароняна // Древний Восток в античной и раннехристианской традиции (Индия, Китай, Юго-Восточная Азия). — М.: Ладомир, 2007. — С. 48-58.
- Книга II, главы 29-31 / Пер. Марка Огинского // О Халдеях и их наблюдениях за звездами.
- Книга II, главы 1-28, 55-60 / Пер. с древнегреч. В. В. Федотова // Федотов В. В. Культурное пространство классической древности. — М.: Издательство «Спутник+», 2013. — С. 6-35. — ISBN 978-5-9973-2680-7.
- Книги IV—VII. Греческая мифология / Пер. О. П. Цыбенко. — М.: Лабиринт, 2000.
  - Переизд.: СПб.: Алетейя, 2005. — 384 стр. — (Античная библиотека. Источники). (книги IV Архивная копия от 7 марта 2009 на Wayback Machine; V Архивная копия от 7 марта 2009 на Wayback Machine; VI Архивная копия от 7 марта 2009 на Wayback Machine; VII Архивная копия от 7 марта 2009 на Wayback Machine)
- Книги VIII—X: Фрагменты. Архаическая Греция. Рим эпохи царей / Пер. и комм. О. П. Цыбенко. — СПб.: Алетейя, 2012. — 136 с. — (Античная библиотека. Источники). — ISBN 978-5-91419-700-8.
- Книга XI, главы 37-84, главы из книги XII / Пер. В. М. Строгецкого // Антология источников по истории, культуре и религии Древней Греции. СПб, Алетейя, 2000. С. 172—194, 195—198, 202—216, 218—239.
- Книга XVII Архивная копия от 7 марта 2009 на Wayback Machine / Пер. М. Е. Сергеенко. Издавалось в составе кн.: Арриан. Поход Александра. — М.-Л.: Наука, 1962; Квинт Курций Руф. История Александра Македонского. — М.: МГУ, 1993. — С. 276—347.
- Талах В. Н. Все, что ни пожелает царь Деметрий / Под ред.  В.Н. Талаха, С.А. Куприенко. — Киев: Видавець Купрієнко С.А., 2013. — 229 с. — ISBN 978-617-7085-01-9.
- Диодор Сицилийский. Историческая библиотека / Пер., ст. и комм. О. П. Цыбенко. Отв. ред. А. В. Подосинов. — Т. 1. — СПб.: Наука, 2022. — 674, [1] с. — (Памятники исторической мысли). — ISBN 978-5-02-040483-0. — 500 экз.